# ヒルダ・ガイリンガー
ヒルダ・ガイリンガー（独: Hilda Geiringer、1893年9月28日 - 1973年3月22日
）はオーストリアの数学者。ヒルダ・フォン・ミーゼス（Hilda von Mises）あるいはヒルダ・ポラツェック＝ガイリンガー（Hilda Pollaczek-Geiringer）の名でも知られる。

## 経歴
1893年、ウィーンのユダヤ人家庭に生まれた。父ルートヴィヒ・ガイリンガー（Ludwig Geiringer）はハンガリー出身で、母マルタ・ヴェルトハイマー（Martha Wertheimer）はウィーン生まれ。ルートヴィヒがウィーンで繊維産業に従事している際に結婚した。

### ウィーン大学
高校在学時、ガイリンガーは非常に優れた数学の能力を発揮した。両親の経済援助もあってウィーン大学で数学を学ぶことができた。 最初に学位を受け取った後も大学で学ぶことを止めず、1917年にヴィルヘルム・ヴィルティンガーの指導の下でPh.D.を獲得した。学位論文の題名は Trigonometrische Doppelreihen で、2変数フーリエ級数を研究した。その後の2年間をレオン・リヒテンシュタインの数学評論誌 Jahrbuch über die Fortschritte der Mathematik の編集の助手をして過ごした。

### ベルリン応用数学研究所
1921年、ガイリンガーはベルリンに移り、応用数学研究所のリヒャルト・フォン・ミーゼスを補佐した。同年に、ガイリンガーと同様ウィーンのユダヤ家庭からベルリンに修学しに来たフェリックス・ポラツェックと結婚した。ポラツェックは1922年に博士号を獲得し、ベルリンの帝国郵便で働き続け、数学的手法を電話の接続技術に応用した。ヒルダとフェリックスは1922年に子マグダ（Magda）を授かったが、破局してしまった。離婚後はフォン・ミーゼスの下で働きつつ子を養った。
純粋数学の教育を受けたものの、応用数学研究所が引き受けた仕事をするためにガイリンガーは応用数学に転向していった。当時ガイリンガーの従事した仕事に統計学、確率論、塑性の数学論に関するものがあった。ベルリン大学で講師をするのに必要な大学教授資格を取得するため論文を書いたが、即座にアセプトされることはなかった。1933年12月、大学教員になる希望が潰えてしまった。彼女にはすでに員外教授の招聘の提案があったのだが、ヒトラーが政権を得た2か月後に施行された職業官吏再建法を受けて提案が保留されてしまったためである。この法律によってユダヤ人は教職、教授職、裁判官など官職に就くことを制限された。ガイリンガーはベルリン大学を追われ、ドイツを去り、ブリュッセルへ向かった。ブリュッセルでは力学研究所に入り、数学を振動論へ応用した。

### イスタンブール
1934年、ガイリンガーはフォン・ミーゼスに随伴してイスタンブールに行き、数学の教授職を得て、応用数学、統計学、確率論の研究を続けた。メンデルによって定められた遺伝学の原理に興味を持った。1935年から1939年までは確率論に夢中になり、彼女とフォン・ミーゼスは主に早期のこの分野に貢献した。実際彼女は分子遺伝学、ヒト遺伝学、植物遺伝学、ゲノミクス、バイオインフォマティクス、生物工学、医用生体工学、遺伝子工学などと言われるものの先駆者の一人であっただろう。しかし、ガイリンガーの論文はイスタンブールにあり、かつトルコの雑誌に掲載されたので、十分に功績を称えられることはなかった。

### アメリカ
1938年のアタテュルクの死に伴い、ガイリンガーとその子マグダはアメリカ合衆国ペンシルベニア州に移住した。ペンシルベニア州のブリンマー大学に講師の地位を得、また戦争努力の一部として全米アカデミーズの非公開の作業を行った。
1942年、アメリカの教育水準をドイツ程度に上げるために、彼女はロードアイランド州プロビデンスのブラウン大学にて夏の力学の上級コースを引き受けた。講義のために力学の幾何学基礎論の講義の優れた連作を書き上げた。これら作品は正式に発表されることはなかったのにも関わらず、アメリカ中で何年間も愛用された。今日、ブラウン大学はガイリンガーをテニュアにこそ選んでいないが、彼女の作品の "mimeographed notes" の生誕地であることを認めている。

### フォン・ミーゼスとの結婚
ガイリンガーとフォン・ミーゼスは1943年に結婚した。翌年にガイリンガーは、フォン・ミーゼスの職場と近くなることと、ウィートン・カレッジが彼女に終身職を提供したことを理由に、ブリンマー大学の低賃金の非常勤職を去って、マサチューセッツ州ノートンのウィートン・カレッジの数学科の教授及びチェアパーソンに就任した。毎週末フォン・ミーゼスとケンブリッジに旅行していた。
いくつかの理由があって、ウィートン・カレッジとの契約はあまり良いものではなかった。ウィートン・カレッジ数学科には2人のメンバーしかおらず、またガイリンガーは研究をしている数学者らに混ざれることを望んでいた。

### 差別
ガイリンガーはニューイングランドの他の大学の地位に応募したが、女性に対する公然の差別によって却下されてしまった。ユダヤ人数学者への差別も要因の一つであった。しかし、彼女はいつでも冷静で、自身が未来の女性のために何かできれば、何か良いことを成し遂げたことになると信じていた。ウィートン・カレッジにいる間も研究を諦めなかった。1953年に彼女は次の記述を残した。
"have to work scientifically, besides my college work. This is a necessity for me; I never stopped it since my student days, it is the deepest need of my life."
ある教職への応募に対して彼女が受け取った典型的な返答に次のようなものがあった。
"I am sure that our President would not approve of a woman. We have some women on our staff, so it is not merely prejudice against women, yet it is partly that, for we do not want to bring in more if we can get men."
1939年6月23日、ハーバード大学の天文学教授ハーロー・シャプレーは、ガイリンガーのためにハーバード大学の姉妹校として扱われたラドクリフ・カレッジに手紙を書いた。ラドクリフ・カレッジはハーバード大学から指導者や他のリソースを取り寄せていたが、1963年までラドクリフの卒業生はハーバードの学位を受け取っていなかった。ガイリンガーは、ハーバードがラドクリフの女性に提供できるよりも、良い数学者・良い教師であったが、結局ガイリンガーはどちらの大学からも招待を受けなかった。
1941年3月7日付の手紙で、オズワルド・ヴェブレンはガイリンガーのために次の事柄を主張している。
"You know of course that there is more and more demand for knowledge of statistics in several sciences. It is very desirable that when possible the courses in statistics should be given by people who are well-grounded mathematically as well as interested in its applications. Teachers who satisfy both of these conditions are by no means common."
ヴェブレンは加えて "Mrs. Geiringer is perhaps the only woman who satisfies both conditions." （ガイリンガー夫人はおそらく両方の条件を満たす唯一の女性だ）と結論づけた。3日後、ヘルマン・ヴァイルは、
"In her field of applied mathematics, and especially in mathematical statistics, she is a first-rate scholar of great experience and accomplishment."
と書いている。続けて、次のようにも述べている。
"in my opinion applied mathematics, which forms the bridge from abstract mathematics to the more concrete neighbor sciences, has up to now been unduly neglected in this country; that in the present circumstances its importance has increased considerably."
1943年5月28日、ガイリンガーはプリンストン高等研究所のヴァイルに向けて次の返信を送った。 
“I am certainly conscious of the fact that it is hard for a refugee + woman to find something. Nevertheless I have not quite given up hope. I need not say that a research position would be just as welcome to me as teaching.”
“I hope there will be better conditions for the next generations of women,”
“In the meantime, one has to go on as well as possible.”

### ハーバード大学での仕事
1953年、リヒャルト・フォン・ミーゼスが没した。翌年、ガイリンガーはウィートン・カレッジの職を続けつつ、ハーバード大学で働き始めた。フォン・ミーゼスの生徒のジェフリー・S・S・ルドフォードの助けを借りてフォン・ミーゼスの未完成の作品を完成させた。このために彼女はアメリカ海軍研究局に保証金を確保する必要があって、ハーバード大学はガイリンガーに数学の研究フェローの一時的な職を提供した。ハーバード大学の記録保存館には、"MISES, HILDA VON ( Mrs. Richard von Mises, known professionally as Hilda Geiringer ) (Applied Mathematics) HUG 4574.142." というキャプションで8つの箱が保管されている。これらの箱の内容には"speeches and variants of published works…a few related letters and two notebooks."（講演や出版作品の変種...関連の手紙が少々と2つのノート）などの専門的事項が含まれている。また、箱2, 3には出版物に関する下書きが含まれ、HUG 4574.160.の文献を参照する番号がつけられている（"Boxes 2 and 3 contain manuscripts relating to published items and have numbers referring to the bibliography in HUG 4574.160."）。1959年、ガイリンガーはアメリカ芸術科学アカデミーのフェローに選出された。1956年、ベルリン大学は、おそらく集団的罪悪感を和らげるため、あるいは指導者の名簿にガイリンガーの名前を加えるため、名誉教授の称号を送り、給料満額を払った。1959年、ガイリンガーは正式にウィートン・カレッジを引退した。翌年、カレッジは科学の名誉博士号を送った。ガイリンガーは数理統計学研究所フェローでもあった。